# Пурбуев, Нима Пурбуевич
Нима́ Пурбу́евич Пурбу́ев (род. 24 мая 1959 года, Кулусутай, Читинская область, Россия — 13 января 2016 года, Кулусутай, Забайкальский край, Россия) – российский бурятский художник-педагог, график, живописец, монументалист. В своем творчестве отдавал предпочтение пейзажам, жанровым работам и портретам. Член Творческого союза художников (с 2002 г.) и Союза художников России (с 2010 г.).

## Биография
- 1974-1978 — учеба на художественно-графическом отделении педагогического училища № 1 Улан-Удэ (педагог А.С. Гармаев).

- 1978-1984 – работа в средних школах Бурятии и Читинской области (учитель рисования),

- 1984-1989 — обучение в Ленинградском высшем художественно-промышленном училище имени В. Мухиной на отделении монументальной живописи (мастерская О.И. Кузнецова).

- 1990 - 7-я зональная выставка "Советский Дальний Восток" (г. Якутск),

- 1991 - обменная выставка (Китай, город Хух-Хото),

- 1996-2001 - выставки в Италии (Парма, Неаполь, Венеция, Милан, Турин, Рим, Флоренция),

- 1998 - Дни культуры Бурятии в Москве,

- 1998 - групповая выставка художников Бурятии (Читинский областной художественный музей),

- 1989–2003 – работа в художественных мастерских Союза художников Бурятии (художник), в Государственном Бурятском академическом драматическом театре (художник-постановщик), в Восточно-Сибирской государственной академии культуры и искусства (преподаватель),

- 2003–2015 – преподавание в Забайкальском государственном гуманитарно-педагогическом университете (Забайкальском государственном университете) (доцент).

Работал в графике, живописи, монументальном искусстве. Художественный стиль – этнический романтизм, основанный на мифологических мотивах бурятского этноса. С 1989 года был участником выставок разного уровня, включая международные (Китай, Италия, Украина). Персональные выставки неоднократно проходили в Агинске, Чите (с 2003 г.) и Италии (1996-2001 гг.).
Произведения Н.П. Пурбуева хранятся в музеях Улан-Удэ, Читы, в частных коллекциях в России и за рубежом.

## Награды
- диплом Российской академии художеств (Москва, 2004 год),

- диплом отделения Урал, Сибирь и Дальний Восток Российской академии художеств (Красноярск, 2005 год),

- золотая медаль Творческого союза художников России «За вклад в отечественную культуру» (Москва, 2008 год),

- диплом Первого Международного салона Искусств «Путь Единства» (Москва, 2009 год),

- диплом министерства культуры Забайкальского края (Чита, 2010 год)